# Temporada do Ceará Sporting Club de 2022
A temporada do Ceará Sporting Club de 2022 é a 108ª na história do clube. O Alvinegro participará da Copa do Nordeste, da Copa do Brasil, do Campeonato Cearense, da Copa Sul-Americana e do Campeonato Brasileiro. A temporada cobre o período de dezembro de 2021 até dezembro de 2022.
O treinador Tiago Nunes permaneceu no comando da equipe, até a eliminação para o CRB.Em 29 de março assumiu Dorival Júnior.
A estreia na temporada estava prevista para acontecer em 22 ou 23 de janeiro, contra o Globo, em partida válida pela 1ª rodada da Copa do Nordeste, porém, a partida foi adiada duas vezes, e o Alvinegro estreará na 2ª rodada da competição, contra o Sergipe.

## Visão geral da temporada

### Eventos anteriores e pré-temporada

#### Clube
O planejamento do clube para 2022, iniciou em dezembro de 2021, ainda nas últimas rodadas do Campeonato Brasileiro. Por conta do  exaustivo calendário, após o término da 38ª rodada, o elenco recebeu férias de 30 dias, com reapresentação marcada para o dia 8 de janeiro, no Estádio Carlos de Alencar Pinto.
O coordenador técnico André Figueiredo, deixou o clube, e foi anunciado pelo Corinthians.
Em 15 de dezembro de 2021, Robinson de Castro foi reeleito presidente para o triênio 2022—2024.

#### Copa do Nordeste
No dia 6 de dezembro, a CBF realizou o sorteio da fase de grupos da Copa do Nordeste de 2022. O Alvinegro é integrante do Pote 1 da competição (por conta do Ranking da CBF), sendo sorteado no Grupo B, e por conta do formato da competição, enfrentará as equipes do Grupo A.
No dia 16 de dezembro, a tabela básica da competição foi divulgada pela CBF. O Alvinegro enfrentará: Globo (casa), Sergipe (fora), o rival Fortaleza no primeiro Clássico-Rei de 2022 (fora), Sampaio Corrêa (casa), Sport (casa), Atlético de Alagoinhas (fora), CSA (casa) e Campinense (fora).

#### Contratações
- Richardson – Na manhã do dia 14 de dezembro, o Ceará anunciou a primeira contratação da temporada: a repatriação do volante Richardson, até o fim de 2024. O atleta estava há 3 temporadas no futebol japonês e se encontrava livre no mercado, após não renovar com o Kashiwa Reysol.[11][12]
- Michel Macedo – Na noite do dia 22 de dezembro, o lateral-direito Michel Macedo, foi anunciado pelo Alvinegro, com contrato de 2 anos. O atleta estava vinculado ao Corinthians, mas disputou a última temporada emprestado ao Juventude e chega sem custos, após não renovar com a equipe paulista.[13][14]
- Richard – Na tarde do dia 29 de dezembro, o Ceará anunciou a contratação do volante Richard, com contrato até o fim de 2024. O atleta pertencia ao Corinthians e disputou a última temporada emprestado ao Athletico Paranaense, chegando ao Ceará em definitivo, após o clube adquirir 50% dos direitos do atleta por 1,1 milhão de reais.[15][16]
- Nino Paraíba – Na noite de 29 de dezembro, o lateral-direito Nino Paraíba, foi anunciado, com contrato até o fim de 2023. O atleta estava livre no mercado após não renovar com o Bahia.[17]
- Iury Castilho – Na tarde do dia 30 de dezembro, o Ceará anunciou a contratação do atacante Iury Castilho, até o fim de 2022. O atleta chega por empréstimo do Portimonense, equipe de Portugal. O Alvinegro pagou 120 mil euros (cerca de 757 mil reais na cotação atual) pelo empréstimo do atleta, que tem opção de compra. O valor pode chegar até 150 mil euros (cerca de 946 mil reais na cotação atual).[15][18]

#### Renovações
- Bruno Pacheco – O lateral-esquerdo Bruno Pacheco, renovou com o clube até o fim de 2023.[19]
- Alan Uchôa – Antes de ser emprestado ao CRB, o zagueiro Alan Uchôa, renovou o vínculo com o Alvinegro, até dezembro de 2023.[20]
- Marcos Victor – O zagueiro Marcos Victor (recém promovido da equipe Sub-20), renovou o vínculo de empréstimo por mais 7 meses. O atleta está emprestado pelo Floresta.[21]
- Pedro Naressi – Antes de ser emprestado ao Sport, o volante Pedro Naressi, renovou o vínculo com o Ceará, até o fim de 2023.[22]

#### Promovidos
- Marcos Victor – O zagueiro Marcos Victor (da equipe Sub-20), foi promovido ao elenco principal. O atleta pertence a equipe do Floresta e está emprestado ao Ceará.[23][24]
- Léo Rafael – O meia Léo Rafael (também do Sub-20), foi promovido ao elenco principal. O atleta pertence ao clube e tem contrato até o fim de 2022.[23][25]

#### Retornos de empréstimo
- Leandro Carvalho – O atacante Leandro Carvalho, teve o seu contrato de empréstimo rescindido antes do prazo, pelo Al-Qadsiah da Arábia Saudita, e sem o conhecimento do Ceará. O atleta não deverá ser reintegrado ao elenco, o Alvinegro está averiguando uma multa ao clube saudita e o futuro do jogador está indefinido.[26][27]
- Wescley – O meia Wescley, retornou ao Ceará, após ser emprestado ao Juventude. O atleta deverá ser emprestado a outro clube em 2022.[27]

#### Saídas

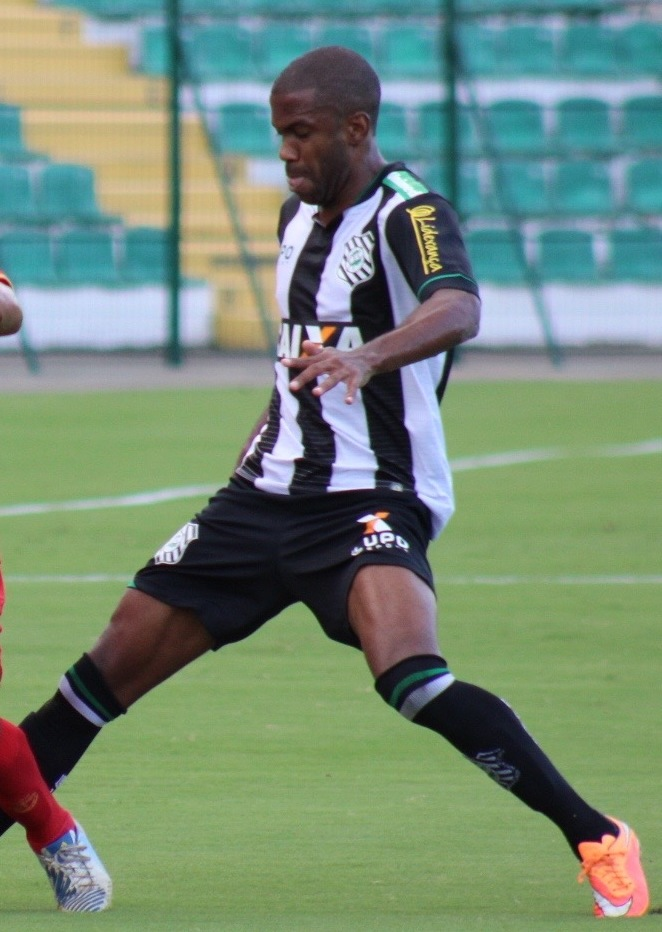
Após 4 temporadas no Ceará, o volante Fabinho foi um dos que deixaram a equipe.

- Helio Borges – O atacante Hélio Borges, foi o primeiro a deixar o plantel. O atleta retornou ao Azuriz, após o fim do empréstimo com o Ceará.[28]
- Natan Masiero – O lateral-direito Natan Masiero, foi emprestado ao Figueirense até o fim da Série C.[29]
- Marthã – Após disputar a temporada de 2021 emprestado ao CRB, o volante Marthã, não teve o vínculo com o Ceará renovado e permaneceu em definitivo no clube alagoano.[30]
- Airton – O atacante Airton, não teve o contrato renovado e retornou ao Cruzeiro, após o fim do empréstimo com o Alvinegro.[31]
- Jorginho – O meia Jorginho, também não teve o empréstimo renovado e retornou ao Athletico Paranaense.[31]
- Klaus – Após 2 temporadas no clube, o zagueiro Klaus, não teve a renovação contratual com o Alvinegro.[31]
- Yony González – O atacante colombiano Yony González, retornou ao Benfica, após o fim do empréstimo.[31]
- Rick – Após 5 temporadas no clube, o atacante Rick, foi vendido ao Ludogorets da Bulgária, por 850 mil dólares (cerca de 4,8 milhões de reais na cotação atual), foram vendidos 80% dos direitos do atleta e o Alvinegro permaneceu com 20%. O Ceará repassou 100 mil dólares ao Ivoti-RS, por ter sido o primeiro clube do atleta.[32][33][34]
- Alan Uchôa – O zagueiro Alan Uchôa, foi emprestado ao CRB, até o final de 2022.[35]
- Alessandro – O lateral-esquerdo Alessandro, foi emprestado ao Botafogo-PB, até o fim da Série C.[36]
- Cristiano – O atacante Cristiano, foi emprestado ao São José, até o fim da Série C.[36]
- Fabinho – Após 4 temporadas no clube, o volante Fabinho, não teve o vínculo renovado com o Alvinegro.[36][37]
- Pedro Naressi – O volante Pedro Naressi, foi emprestado ao Sport, até o final de 2022.[22]
- Alyson – Após disputar a temporada 2021 emprestado ao Juventude e posteriormente ao Sampaio Corrêa, o lateral-esquerdo Alyson, teve o contrato rescindido com o Ceará.[27][38]

### Janeiro

#### Clube
No dia 5 de janeiro, o Ceará anunciou o retorno do coordenador técnico Armando Desessards.
Dois dias antes da reapresentação do elenco, no dia 6 de janeiro, o Ceará solicitou o adiamento de sua estreia na temporada (contra o Globo, pela 1ª rodada da Copa do Nordeste), visando ter mais dias de preparação. O clube teve seu pedido atendido (assim como o Fortaleza) e vai iniciar a temporada na 2ª rodada da competição, contra o Sergipe, no dia 29 de janeiro. A 1ª rodada, contra o Globo, acontecerá no dia 1 de fevereiro.
Como previsto, na tarde do dia 8 de janeiro, a equipe se reapresentou no Estádio Carlos de Alencar Pinto. Alguns atletas testaram positivo para a Covid-19, o clube adotou uma "bolha" de isolamento, visando proteger a equipe de surtos da Covid-19 e da Gripe (H3N2).

#### Copa do Brasil
No dia 17 de janeiro, a CBF realizou o sorteio da Primeira fase da Copa do Brasil. O Alvinegro é integrante do Pote A da competição (por conta do Ranking da CBF), sendo sorteado na Chave 9 (Pote A x E e Pote D x H), contra o São Raimundo-RR (Pote E), fora de casa. Por ser a equipe melhor colocada no Ranking da CBF, o Ceará precisará apenas de um empate para se classificar. O classificado enfrentará em casa o vencedor de: Novorizontino (Pote D) x Tuna Luso (Pote H), na Segunda fase.

#### Contratações
- Victor Luis – Na tarde do dia 5 de janeiro, o Ceará anunciou o retorno do lateral-esquerdo Victor Luis. O atleta chega por empréstimo do Palmeiras, até o fim de 2022.[44]
- Zé Roberto – Na tarde do dia 12 de janeiro, o Ceará anunciou a contratação do atacante Zé Roberto, com contrato até o fim de 2024. O Alvinegro adquiriu o jogador do Atlético Goianiense, por 1,2 milhões de reais, ficando com 60% dos direitos do atleta.[45]

- Lucas Ribeiro – Na tarde do dia 18 de janeiro, o Ceará anunciou a contratação do zagueiro  Lucas Ribeiro. O atleta chega por empréstimo (com opção de compra) do Hoffenheim da Alemanha, até o fim de 2022.[46][47]

#### Saídas
- Gabriel Dias – O lateral-direito e volante Gabriel Dias, não teve o contrato renovado com o alvinegro e deixa a equipe.[48]
- Igor – O lateral-direito Igor, foi emprestado ao Portimonense de Portugal, até metade do ano de 2023.[49]
- Leandro Carvalho – O atacante Leandro Carvalho, foi novamente emprestado, desta vez, para a equipe do Náutico, até o fim de 2022.[50]
- Marco Antonio – O volante Marco Antonio (do Sub-23), rescindiu contrato com o Ceará e se transferiu para a equipe do Remo. O Alvinegro manteve 30% dos direitos do jogador.[51][52]
- Oliveira – O volante Oliveira, foi emprestado ao Cruzeiro, até o fim de 2022.[53]
- Wendson – O atacante Wendson, teve seu contrato de empréstimo rescindido antecipadamente pelo Ceará. O atleta retorna ao seu clube de origem, o Sampaio Corrêa-RJ. O Ceará manteve 20% dos direitos do atleta.[54]

## Elenco
Última atualização: 1 de março de 2025

## Transferências

### Contratações em definitivo
| Nº | Posição         | Jogador       | Transferido de      | Taxa            | Data                   | Fonte  |
| -- | --------------- | ------------- | ------------------- | --------------- | ---------------------- | ------ |
| 7  | Volante         | Richardson    | Kashiwa Reysol      | Fim de contrato | 14 de dezembro de 2021 | [ 11 ] |
| 88 | Lateral-direito | Michel Macedo | Corinthians         | Fim de contrato | 22 de dezembro de 2021 | [ 14 ] |
| 25 | Volante         | Richard       | Corinthians         | R$1,100,000     | 29 de dezembro de 2021 | [ 16 ] |
| 2  | Lateral-direito | Nino Paraíba  | Bahia               | Fim de contrato | 29 de dezembro de 2021 | [ 17 ] |
| 63 | Atacante        | Zé Roberto    | Atlético Goianiense | R$1,200,000     | 12 de janeiro de 2022  | [ 45 ] |

### Contratações por empréstimo
| Nº | Posição          | Jogador       | Emprestado de | Data                   | Emprestado até         | Fonte  |
| -- | ---------------- | ------------- | ------------- | ---------------------- | ---------------------- | ------ |
| 99 | Atacante         | Iury Castilho | Portimonense  | 30 de dezembro de 2021 | 31 de dezembro de 2022 | [ 18 ] |
| 33 | Lateral-esquerdo | Victor Luis   | Palmeiras     | 5 de janeiro de 2022   | 31 de dezembro de 2022 | [ 44 ] |
| –  | Zagueiro         | Lucas Ribeiro | Hoffenheim    | 18 de janeiro de 2022  | 31 de dezembro de 2022 | [ 46 ] |

### Saídas
| Nº | Posição          | Jogador       | Transferido para     | Taxa                     | Data                   | Fonte  |
| -- | ---------------- | ------------- | -------------------- | ------------------------ | ---------------------- | ------ |
| 77 | Atacante         | Hélio Borges  | Azuriz               | Fim do empréstimo        | 4 de dezembro de 2021  | [ 28 ] |
| –  | Volante          | Marthã        | CRB                  | Fim de contrato          | 14 de dezembro de 2021 | [ 30 ] |
| 7  | Atacante         | Airton        | Cruzeiro             | Fim do empréstimo        | 14 de dezembro de 2021 | [ 31 ] |
| 16 | Meia             | Jorginho      | Athletico Paranaense | Fim do empréstimo        | 14 de dezembro de 2021 | [ 31 ] |
| 44 | Zagueiro         | Klaus         | Sem clube            | Fim de contrato          | 14 de dezembro de 2021 | [ 31 ] |
| 37 | Atacante         | Rick          | Ludogorets           | U$850,000 (~R$4,800,000) | 14 de dezembro de 2021 | [ 32 ] |
| 11 | Atacante         | Yony González | Benfica              | Fim do empréstimo        | 14 de dezembro de 2021 | [ 31 ] |
| 19 | Volante          | Fabinho       | Sem clube            | Fim de contrato          | 28 de dezembro de 2021 | [ 37 ] |
| –  | Lateral-esquerdo | Alyson        | Sem clube            | Contrato rescindido      | 30 de dezembro de 2021 | [ 38 ] |
| 94 | Lateral-direito  | Gabriel Dias  | Sem clube            | Fim de contrato          | 2 de janeiro de 2022   | [ 48 ] |
| –  | Volante          | Marco Antonio | Remo                 | Contrato rescindido      | 6 de janeiro de 2022   | [ 51 ] |
| 23 | Atacante         | Wendson       | Sampaio Corrêa-RJ    | Empréstimo cancelado     | 11 de janeiro de 2022  | [ 54 ] |

### Emprestados
| Nº | Posição          | Jogador          | Emprestado para | Data                   | Emprestado até         | Fonte  |
| -- | ---------------- | ---------------- | --------------- | ---------------------- | ---------------------- | ------ |
| –  | Lateral-direito  | Natan Masiero    | Figueirense     | 9 de dezembro de 2021  | Até o fim da Série C   | [ 29 ] |
| 22 | Zagueiro         | Alan Uchôa       | CRB             | 23 de dezembro de 2021 | 31 de dezembro de 2022 | [ 35 ] |
| 66 | Lateral-esquerdo | Alessandro       | Botafogo-PB     | 28 de dezembro de 2021 | Até o fim da Série C   | [ 36 ] |
| 99 | Atacante         | Cristiano        | São José-RS     | 28 de dezembro de 2021 | Até o fim da Série C   | [ 36 ] |
| 31 | Volante          | Pedro Naressi    | Sport           | 29 de dezembro de 2021 | 31 de dezembro de 2022 | [ 22 ] |
| –  | Atacante         | Leandro Carvalho | Náutico         | 4 de janeiro de 2022   | 31 de dezembro de 2022 | [ 50 ] |
| 20 | Volante          | Oliveira         | Cruzeiro        | 7 de janeiro de 2022   | 31 de dezembro de 2022 | [ 53 ] |
| 5  | Volante          | William Oliveira | Sport           | 29 de janeiro de 2022  | 31 de dezembro de 2022 | [ 56 ] |

## Jogo-treino
No dia 15 de janeiro, foi anunciado que o Ceará marcou um jogo-treino, de pré-temporada, contra a equipe do Floresta.
| 22 de fevereiro Jogo-treino | Ceará                                  | 2 – 1     | Floresta          | Fortaleza                                   |  |
| 16:00 UTC−3                 | Mendoza 81' (pen.) · Iury Castilho 90' | Relatório | 49' Flávio Torres | Estádio: Carlos de Alencar Pinto Público: 0 |  |

## Competições

### Copa do Nordeste

#### Fase de grupos
|  |                                 |
|  | Classificados para a fase final |
|  | Eliminados                      |

Partidas
      Vitória
      Empate
      Derrota
| 9 de fevereiro 1ª rodada                                 | Ceará | 5 – 0 | Globo | Fortaleza               |  |
| 19:30 (UTC−3)                                            |       |       |       | Estádio: Arena Castelão |  |
| Nota: Partida adiada do dia 8 de fevereiro para o dia 9. |       |       |       |                         |  |

| 31 de janeiro 2ª rodada                                  | Sergipe | 0 – 1                    | Ceará          | Aracaju |  |
| 21:30 (UTC−3)                                            |         | Relatório Súmula Borderô | 11' Zé Roberto | Estádio: Batistão Público: 1 922 Renda: R$ 30 900,00 Árbitro: PI Antonio Dib Moraes de Sousa Homem do jogo: Zé Roberto |  |
| Nota: Partida adiada do dia 29 de janeiro para o dia 31. |         |                          |                | |  |

| 5 de fevereiro 3ª rodada | Fortaleza  | 1 – 1                    | Ceará       | Fortaleza                                                                                      |  |
| 17:45 (UTC−3)            | Moisés 35' | Relatório Súmula Borderô | 15' Mendoza | Estádio: Arena Castelão Público: 16 306 Renda: R$ 235 594,00 Árbitro: BA Marielson Alves Silva |  |

| 12 ou 13 de fevereiro 4ª rodada | Ceará | 1 – 1 | Sampaio Corrêa | Fortaleza               |  |
| --:-- (UTC−3)                   |       |       |                | Estádio: Arena Castelão |  |

| 15 ou 16 de fevereiro 5ª rodada | Ceará | 0 – 0 | Sport | Fortaleza               |  |
| --:-- (UTC−3)                   |       |       |       | Estádio: Arena Castelão |  |

| 19 ou 20 de fevereiro 6ª rodada | Atlético de Alagoinhas | 0–1 | Ceará | Alagoinhas                |  |
| --:-- (UTC−3)                   |                        |     |       | Estádio: Antônio Carneiro |  |

| 5 ou 6 de março 7ª rodada | Ceará | 2 – 0     | CSA | Fortaleza               |  |
| --:-- (UTC−3)             |       | Relatório |     | Estádio: Arena Castelão |  |

| 12 de março 8ª rodada | Campinense | 0 – 1 | Ceará | Campina Grande    |  |
| --:-- (UTC−3)         |            |       |       | Estádio: O Amigão |  |

| 5 ou 6 de março Quartas de final | Ceará | 0 – 0     | CRB | Fortaleza               |  |
| --:-- (UTC−3)                    |       | Relatório |     | Estádio: Arena Castelão |  |

### Campeonato Cearense
Partidas
      Vitória
      Empate
      Derrota

#### Quartas de final
| fevereiro Ida | Ceará | 2–1       | Iguatu |  |  |
| --:-- (UTC−3) |       | Relatório |        |  |  |

| fevereiro Volta | Iguatu | 1–0       | Ceará |  |  |
| --:-- (UTC−3)   |        | Relatório |       |  |  |

### Copa do Brasil
Partidas
      Vitória
      Empate
      Derrota

#### Chave 17
| 2 de março Primeira fase | São Raimundo-RR | 0–3 | Ceará | Boa Vista          |  |
| 21:30 (UTC−4)            |                 |     |       | Estádio: Canarinho |  |

#### Chave 49
| 15 de março Segunda fase | Ceará | 2–0       | Tuna Luso | Fortaleza |  |
| 21:30 (UTC−4)            |       | Relatório |           |           |  |

#### Chave 63
| 20 de abril Terceira fase | Tombense | 0 – 2 | Ceará | Muriaé |
| 21:30 (UTC−4)             |          |       |       |        |

| 2 de março Terceira fase | Ceará | 2–0 | Tombense | Fortaleza |
| 21:30 (UTC−4)            |       |     |          |           |

#### Oitavas de Final
| 22 de junho Ida | Fortaleza | 2-0 | Ceará | Fortaleza (CE)          |  |
| 19:30 (UTC−3)   |           |     |       | Estádio: Arena Castelão |  |

| 13 de julho Volta | Ceará | 1-0 | Fortaleza | Fortaleza (CE)          |  |
| 19:30 (UTC−3)     |       |     |           | Estádio: Arena Castelão |  |

### Copa Sul-Americana

#### Fase de grupos
Partidas
      Vitória
      Empate
      Derrota
| 5 de abril 1ª rodada | Ceará                               | 2 – 1     | Independiente |  |  |
| 19:15 (UTC−3)        | Mendoza 61' (pen) · Luiz Otávio 66' | Relatório | Togni 32'     |  |  |

| 12 de abril 2ª rodada | Deportivo La Guaira | 0 – 2     | Ceará                 |  |  |
| 18:15 (UTC−4)         |                     | Relatório | Vinícius 6' · Lima 9' |  |  |

| abril 3ª rodada | General Caballero JLM | 0 – 2 | Ceará |  |
| --:--           |                       |       |       |  |

| maio 4ª rodada | Ceará | 3 – 0 | Deportivo La Guaira |  |
| --:--          |       |       |                     |  |

| maio 5ª rodada | Ceará | 6 – 0 | General Caballero JLM |  |
| --:--          |       |       |                       |  |

| maio 6ª rodada | Independiente | 0 – 2 | Ceará |  |
| --:--          |               |       |       |  |

#### Oitavas de final
| maio Ida | Ceará | 2–1 | The Strongest |  |
| --:--    |       |     |               |  |

| maio Volta | The Strongest | 0–3 | Ceará |  |
| --:--      |               |     |       |  |

#### Quartas-de-final
| 3 de agosto Ida | São Paulo | 1–0       | Ceará | Estádio do Morumbi, São Paulo |  |
| 19:15           | Nikão 70' | Relatório |       | Árbitro: CHI Piero Maza       |  |

| 10 de agosto Volta                                                            | Ceará                                | 2–1                                                          | São Paulo | Arena Castelão, Fortaleza       |  |
| 19:5                                                                          | Mendoza 44' · Guilherme Castilho 63' | Relatório                                                    | Igor Vinícius 53' \| \| \| Penalidades \| \| \| Guilherme Castilho Victor Luis Matheus Peixoto Erick Vinícius Fernando Sobral \| 3 − 4 \| Calleri Igor Vinícius Luciano Diego Costa Igor Gomes Patrick \| \| | Árbitro: ARG Fernando Rapallini |  |
|                                                                               |                                      | Penalidades                                                  | |                                 |  |
| Guilherme Castilho Victor Luis Matheus Peixoto Erick Vinícius Fernando Sobral | 3 − 4                                | Calleri Igor Vinícius Luciano Diego Costa Igor Gomes Patrick | |                                 |  |

2–2 no placar agregado, São Paulo venceu por 4–3 na disputa de pênaltis.

### Campeonato Brasileiro – Série A
| Pos | Equipe               | Pts | J  | V  | E  | D  | GP | GC | SG  | Classificação ou descenso                    |
| --- | -------------------- | --- | -- | -- | -- | -- | -- | -- | --- | -------------------------------------------- |
| 1   | Palmeiras (C)        | 81  | 38 | 23 | 12 | 3  | 66 | 27 | +39 | Fase de grupos da Copa Libertadores de 2023  |
| 2   | Internacional        | 73  | 38 | 20 | 13 | 5  | 58 | 31 | +27 | Fase de grupos da Copa Libertadores de 2023  |
| 3   | Fluminense           | 70  | 38 | 21 | 7  | 10 | 63 | 41 | +22 | Fase de grupos da Copa Libertadores de 2023  |
| 4   | Corinthians          | 65  | 38 | 18 | 11 | 9  | 44 | 36 | +8  | Fase de grupos da Copa Libertadores de 2023  |
| 5   | Flamengo             | 62  | 38 | 18 | 8  | 12 | 60 | 39 | +21 | Fase de grupos da Copa Libertadores de 2023  |
| 6   | Athletico Paranaense | 58  | 38 | 16 | 10 | 12 | 48 | 48 | 0   | Fase de grupos da Copa Libertadores de 2023  |
| 7   | Atlético Mineiro     | 58  | 38 | 15 | 13 | 10 | 45 | 37 | +8  | Segunda fase da Copa Libertadores de 2023    |
| 8   | Fortaleza            | 55  | 38 | 15 | 10 | 13 | 46 | 39 | +7  | Segunda fase da Copa Libertadores de 2023    |
| 9   | São Paulo            | 54  | 38 | 13 | 15 | 10 | 55 | 42 | +13 | Fase de grupos da Copa Sul-Americana de 2023 |
| 10  | América Mineiro      | 53  | 38 | 15 | 8  | 15 | 40 | 40 | 0   | Fase de grupos da Copa Sul-Americana de 2023 |
| 11  | Botafogo             | 53  | 38 | 15 | 8  | 15 | 41 | 43 | −2  | Fase de grupos da Copa Sul-Americana de 2023 |
| 12  | Santos               | 47  | 38 | 12 | 11 | 15 | 44 | 41 | +3  | Fase de grupos da Copa Sul-Americana de 2023 |
| 13  | Goiás                | 46  | 38 | 11 | 13 | 14 | 40 | 53 | −13 | Fase de grupos da Copa Sul-Americana de 2023 |
| 14  | Red Bull Bragantino  | 44  | 38 | 11 | 11 | 16 | 49 | 59 | −10 | Fase de grupos da Copa Sul-Americana de 2023 |
| 15  | Coritiba             | 42  | 38 | 12 | 6  | 20 | 39 | 60 | −21 |                                              |
| 16  | Cuiabá               | 41  | 38 | 10 | 11 | 17 | 31 | 42 | −11 |                                              |
| 17  | Ceará                | 37  | 38 | 7  | 16 | 15 | 34 | 41 | −7  | Rebaixados à Série B de 2023                 |
| 18  | Atlético Goianiense  | 36  | 38 | 8  | 12 | 18 | 39 | 57 | −18 | Rebaixados à Série B de 2023                 |
| 19  | Avaí                 | 35  | 38 | 9  | 8  | 21 | 34 | 60 | −26 | Rebaixados à Série B de 2023                 |
| 20  | Juventude            | 22  | 38 | 3  | 13 | 22 | 29 | 69 | −40 | Rebaixados à Série B de 2023                 |

1. ↑  Flamengo tem vaga garantida na Copa Libertadores de 2023 por ter sido campeão da Copa do Brasil de 2022 e da Copa Libertadores de 2022.

Partidas
      Vitória
      Empate
      Derrota

#### Primeiro turno
| 1ª rodada | Palmeiras | 2–3 | Ceará |  |  |
|           |           |     |       |  |  |

| 2ª rodada | Ceará | 1–3 | Botafogo |  |  |
|           |       |     |          |  |  |

| 3ª rodada | Fortaleza | 0–1 | Ceará |  |  |
|           |           |     |       |  |  |

| 4ª rodada | Ceará | 0–1 | Red Bull Bragantino |  |  |
|           |       |     |                     |  |  |

| 5ª rodada | Athletico Paranaense | 1–0 | Ceará |  |  |
|           |                      |     |       |  |  |

| 6ª rodada | Ceará | 2–2 | Flamengo |  |  |
|           |       |     |          |  |  |

| 7ª rodada | Santos | 0–0 | Ceará |  |  |
|           |        |     |       |  |  |

| 8ª rodada | São Paulo | 2–2 | Ceará |  |  |
|           |           |     |       |  |  |

| 9ª rodada | Ceará | 1–1 | Coritiba |  |  |
|           |       |     |          |  |  |

| 10ª rodada | América Mineiro | 0–2 | Ceará |  |  |
|            |                 |     |       |  |  |

| 11ª rodada | Goiás | 1–1 | Ceará |  |  |
|            |       |     |       |  |  |

| 12ª rodada | A definir | – | A definir |  |  |
|            |           |   |           |  |  |

| 13ª rodada | A definir | – | A definir |  |  |
|            |           |   |           |  |  |

| 14ª rodada | A definir | – | A definir |  |  |
|            |           |   |           |  |  |

| 15ª rodada | A definir | – | A definir |  |  |
|            |           |   |           |  |  |

| 16ª rodada | A definir | – | A definir |  |  |
|            |           |   |           |  |  |

| 17ª rodada | A definir | – | A definir |  |  |
|            |           |   |           |  |  |

| 18ª rodada | A definir | – | A definir |  |  |
|            |           |   |           |  |  |

| 19ª rodada | A definir | – | A definir |  |  |
|            |           |   |           |  |  |

#### Segundo turno
| 20ª rodada | A definir | – | A definir |  |  |
|            |           |   |           |  |  |

| 21ª rodada | A definir | – | A definir |  |  |
|            |           |   |           |  |  |

| 22ª rodada | Ceará | 0–1 | Fortaleza |  |  |
|            |       |     |           |  |  |

| 23ª rodada | A definir | – | A definir |  |  |
|            |           |   |           |  |  |

| 24ª rodada | A definir | – | A definir |  |  |
|            |           |   |           |  |  |

| 25ª rodada | A definir | – | A definir |  |  |
|            |           |   |           |  |  |

| 26ª rodada | A definir | – | A definir |  |  |
|            |           |   |           |  |  |

| 27ª rodada | A definir | – | A definir |  |  |
|            |           |   |           |  |  |

| 28ª rodada | A definir | – | A definir |  |  |
|            |           |   |           |  |  |

| 29ª rodada | A definir | – | A definir |  |  |
|            |           |   |           |  |  |

| 30ª rodada | A definir | – | A definir |  |  |
|            |           |   |           |  |  |

| 31ª rodada | A definir | – | A definir |  |  |
|            |           |   |           |  |  |

| 32ª rodada | A definir | – | A definir |  |  |
|            |           |   |           |  |  |

| 33ª rodada | A definir | – | A definir |  |  |
|            |           |   |           |  |  |

| 34ª rodada | A definir | – | A definir |  |  |
|            |           |   |           |  |  |

| 35ª rodada | A definir | – | A definir |  |  |
|            |           |   |           |  |  |

| 36ª rodada | A definir | – | A definir |  |  |
|            |           |   |           |  |  |

| 37ª rodada | A definir | – | A definir |  |  |
|            |           |   |           |  |  |

| 38ª rodada | A definir | – | A definir |  |  |
|            |           |   |           |  |  |

## Estatísticas

#### Aproveitamento
Geral
| Técnico     | J | V | E | D | GP | GC | SG | %   |
| ----------- | - | - | - | - | -- | -- | -- | --- |
| Tiago Nunes | 1 | 1 | 0 | 0 | 1  | 0  | +1 | 100 |

Como mandante
| Técnico     | J | V | E | D | GP | GC | SG | % |
| ----------- | - | - | - | - | -- | -- | -- | - |
| Tiago Nunes | 0 | 0 | 0 | 0 | 0  | 0  | 0  | 0 |

Como visitante
| Técnico     | J | V | E | D | GP | GC | SG | %   |
| ----------- | - | - | - | - | -- | -- | -- | --- |
| Tiago Nunes | 1 | 1 | 0 | 0 | 1  | 0  | +1 | 100 |

#### Gols marcados
| #                   | Jogador             | Total | Copa do Nordeste | Campeonato Cearense | Copa do Brasil | Copa Sul-Americana | Campeonato Brasileiro | Partidas | Média |
| ------------------- | ------------------- | ----- | ---------------- | ------------------- | -------------- | ------------------ | --------------------- | -------- | ----- |
| 1                   | Mendoza             | 2     | 2                | 0                   | 0              | 0                  | 0                     | 3        | 0,67  |
| 1                   | Victor Luis         | 2     | 2                | 0                   | 0              | 0                  | 0                     | 3        | 0,67  |
| 1                   | Vina                | 2     | 2                | 0                   | 0              | 0                  | 0                     | 2        | 1     |
| 2                   | Zé Roberto          | 1     | 1                | 0                   | 0              | 0                  | 0                     | 3        | 0,33  |
| Gols contra[quais?] | Gols contra[quais?] | 0     | 0                | 0                   | 0              | 0                  | 0                     | 0        | 0     |
|                     |                     |       |                  |                     |                |                    |                       |          |       |
| TOTAL               | TOTAL               | 7     | 7                | 0                   | 0              | 0                  | 0                     | 3        | 2,33  |

Gols contra. ^ : Nenhum

#### Dobletes
|   | Jogador | Gols | Resultado final | Torneio | Etapa | Data |
| - | ------- | ---- | --------------- | ------- | ----- | ---- |
| 1 |         |      |                 |         |       |      |

#### Hat tricks
|   | Jogador | Gols | Resultado final | Torneio | Etapa | Data |
| - | ------- | ---- | --------------- | ------- | ----- | ---- |
| 1 |         |      |                 |         |       |      |

#### Assistências
| #     | Jogador    | Total | Copa do Nordeste | Campeonato Cearense | Copa do Brasil | Copa Sul-Americana | Campeonato Brasileiro | Partidas | Média |
| ----- | ---------- | ----- | ---------------- | ------------------- | -------------- | ------------------ | --------------------- | -------- | ----- |
| 1     | Zé Roberto | 2     | 2                | 0                   | 0              | 0                  | 0                     | 3        | 0,67  |
| 2     | Cléber     | 1     | 1                | 0                   | 0              | 0                  | 0                     | 2        | 0,5   |
| 2     | Richardson | 1     | 1                | 0                   | 0              | 0                  | 0                     | 2        | 0,5   |
|       |            |       |                  |                     |                |                    |                       |          |       |
| TOTAL | TOTAL      | 4     | 4                | 0                   | 0              | 0                  | 0                     | 3        | 1,33  |

#### Gols sofridos
| #     | Jogador          | Total | Copa do Nordeste | Campeonato Cearense | Copa do Brasil | Copa Sul-Americana | Campeonato Brasileiro | Partidas | Média |
| ----- | ---------------- | ----- | ---------------- | ------------------- | -------------- | ------------------ | --------------------- | -------- | ----- |
| 1     | João Ricardo     | 1     | 1                | 0                   | 0              | 0                  | 0                     | 2        | 0,5   |
| 2     | Richard          | 0     | 0                | 0                   | 0              | 0                  | 0                     | 0        | 0     |
| 3     | Vinícius Machado | 0     | 0                | 0                   | 0              | 0                  | 0                     | 0        | 0     |
| 4     | André Luiz       | 0     | 0                | 0                   | 0              | 0                  | 0                     | 0        | 0     |
|       |                  |       |                  |                     |                |                    |                       |          |       |
| TOTAL | TOTAL            | 1     | 1                | 0                   | 0              | 0                  | 0                     | 2        | 0,5   |

#### Jogos sem sofrer gols
| #     | Jogador          | Total | Copa do Nordeste | Campeonato Cearense | Copa do Brasil | Copa Sul-Americana | Campeonato Brasileiro |  |
| ----- | ---------------- | ----- | ---------------- | ------------------- | -------------- | ------------------ | --------------------- |  |
| 1     | João Ricardo     | 1     | 1                | 0                   | 0              | 0                  | 0                     |  |
| 2     | Richard          | 0     | 0                | 0                   | 0              | 0                  | 0                     |  |
| 3     | Vinícius Machado | 0     | 0                | 0                   | 0              | 0                  | 0                     |  |
| 4     | André Luiz       | 0     | 0                | 0                   | 0              | 0                  | 0                     |  |
|       |                  |       |                  |                     |                |                    |                       |  |
| TOTAL | TOTAL            | 1     | 1                | 0                   | 0              | 0                  | 0                     |  |

#### Gols contra
Estes são os gols contra feitos pelos jogadores do Ceará:
| Jogador | Mandante | Placar | Visitante | Data | Competição | Etapa | Ref. |
| ------- | -------- | ------ | --------- | ---- | ---------- | ----- | ---- |
|         |          | –      |           |      |            |       |      |

#### Pênaltis
Sofridos
Estes são os pênaltis a favor do Ceará:
|   | Cobrador   | Pênalti    | Mandante | Placar | Visitante | Data           | Competição       | Etapa     | Ref. |
| - | ---------- | ---------- | -------- | ------ | --------- | -------------- | ---------------- | --------- | ---- |
| 1 | Zé Roberto | Erro       | Sergipe  | 0 – 1  | Ceará     | 31 de janeiro  | Copa do Nordeste | 2ª rodada |      |
| 2 | Vina       | Convertido | Ceará    | 5 – 0  | Globo     | 9 de fevereiro | Copa do Nordeste | 1ª rodada |      |

Cometidos
Estes são os pênaltis cometidos por futebolistas do Ceará:
|   | Futebolista | Pênalti | Mandante | Placar | Visitante | Data | Competição | Etapa | Ref. |
| - | ----------- | ------- | -------- | ------ | --------- | ---- | ---------- | ----- | ---- |
| 1 |             |         |          |        |           |      |            |       |      |

#### Advertências
Os cartões amarelos e vermelhos recebidos durante a temporada:
| #                  | Jogador            | Penalizado com cartão amarelo | Expulso |
| ------------------ | ------------------ | ----------------------------- | ------- |
| 1                  | Richard Candido    | 2                             | 0       |
| 2                  | Zé Roberto         | 1                             | 0       |
| 2                  | Geovane            | 1                             | 0       |
| 2                  | Marcos Victor      | 1                             | 0       |
| 2                  | Marlon             | 1                             | 0       |
| 2                  | Cléber             | 0                             | 1       |
| 2                  | Gabriel Santos     | 1                             | 0       |
| TOTAL              | TOTAL              | 7                             | 1       |
| MÉDIA (2 partidas) | MÉDIA (2 partidas) | 3,5                           | 0,5     |

## Adversários

#### Clássicos
| Adversário | Clássico     | J | V | E | D | GP | GC | SG | %  |
| ---------- | ------------ | - | - | - | - | -- | -- | -- | -- |
| Fortaleza  | Clássico-Rei | 1 | 0 | 1 | 0 | 1  | 1  | 0  | 33 |
| Total      | Total        | 1 | 0 | 1 | 0 | 1  | 1  | 0  | 33 |

#### América do Sul
| Adversário | J | V | E | D | GP | GC | SG | % |
| ---------- | - | - | - | - | -- | -- | -- | - |
| A definir  | 0 | 0 | 0 | 0 | 0  | 0  | 0  | 0 |
| A definir  | 0 | 0 | 0 | 0 | 0  | 0  | 0  | 0 |
| A definir  | 0 | 0 | 0 | 0 | 0  | 0  | 0  | 0 |
| Total      | 0 | 0 | 0 | 0 | 0  | 0  | 0  | 0 |

#### Alagoanos
| Adversário | J | V | E | D | GP | GC | SG | % |
| ---------- | - | - | - | - | -- | -- | -- | - |
| CSA        | 0 | 0 | 0 | 0 | 0  | 0  | 0  | 0 |
| Total      | 0 | 0 | 0 | 0 | 0  | 0  | 0  | 0 |

#### Baianos
| Adversário             | J | V | E | D | GP | GC | SG | % |
| ---------------------- | - | - | - | - | -- | -- | -- | - |
| Atlético de Alagoinhas | 0 | 0 | 0 | 0 | 0  | 0  | 0  | 0 |
| Total                  | 0 | 0 | 0 | 0 | 0  | 0  | 0  | 0 |

#### Cariocas
| Adversário | J | V | E | D | GP | GC | SG | % |
| ---------- | - | - | - | - | -- | -- | -- | - |
| Botafogo   | 0 | 0 | 0 | 0 | 0  | 0  | 0  | 0 |
| Flamengo   | 0 | 0 | 0 | 0 | 0  | 0  | 0  | 0 |
| Fluminense | 0 | 0 | 0 | 0 | 0  | 0  | 0  | 0 |
| Total      | 0 | 0 | 0 | 0 | 0  | 0  | 0  | 0 |

#### Catarinenses
| Adversário | J | V | E | D | GP | GC | SG | % |
| ---------- | - | - | - | - | -- | -- | -- | - |
| Avaí       | 0 | 0 | 0 | 0 | 0  | 0  | 0  | 0 |
| Total      | 0 | 0 | 0 | 0 | 0  | 0  | 0  | 0 |

#### Cearenses
| Adversário | J | V | E | D | GP | GC | SG | % |
| ---------- | - | - | - | - | -- | -- | -- | - |
| A definir  | 0 | 0 | 0 | 0 | 0  | 0  | 0  | 0 |
| Total      | 0 | 0 | 0 | 0 | 0  | 0  | 0  | 0 |

#### Gaúchos
| Adversário    | J | V | E | D | GP | GC | SG | % |
| ------------- | - | - | - | - | -- | -- | -- | - |
| Internacional | 0 | 0 | 0 | 0 | 0  | 0  | 0  | 0 |
| Juventude     | 0 | 0 | 0 | 0 | 0  | 0  | 0  | 0 |
| Total         | 0 | 0 | 0 | 0 | 0  | 0  | 0  | 0 |

#### Goianos
| Adversário          | J | V | E | D | GP | GC | SG | % |
| ------------------- | - | - | - | - | -- | -- | -- | - |
| Atlético Goianiense | 0 | 0 | 0 | 0 | 0  | 0  | 0  | 0 |
| Goiás               | 0 | 0 | 0 | 0 | 0  | 0  | 0  | 0 |
| Total               | 0 | 0 | 0 | 0 | 0  | 0  | 0  | 0 |

#### Maranhenses
| Adversário     | J | V | E | D | GP | GC | SG | % |
| -------------- | - | - | - | - | -- | -- | -- | - |
| Sampaio Corrêa | 0 | 0 | 0 | 0 | 0  | 0  | 0  | 0 |
| Total          | 0 | 0 | 0 | 0 | 0  | 0  | 0  | 0 |

#### Mato-grossenses
| Adversário | J | V | E | D | GP | GC | SG | % |
| ---------- | - | - | - | - | -- | -- | -- | - |
| Cuiabá     | 0 | 0 | 0 | 0 | 0  | 0  | 0  | 0 |
| Total      | 0 | 0 | 0 | 0 | 0  | 0  | 0  | 0 |

#### Mineiros
| Adversário       | J | V | E | D | GP | GC | SG | % |
| ---------------- | - | - | - | - | -- | -- | -- | - |
| América Mineiro  | 0 | 0 | 0 | 0 | 0  | 0  | 0  | 0 |
| Atlético Mineiro | 0 | 0 | 0 | 0 | 0  | 0  | 0  | 0 |
| Total            | 0 | 0 | 0 | 0 | 0  | 0  | 0  | 0 |

#### Paraibanos
| Adversário | J | V | E | D | GP | GC | SG | % |
| ---------- | - | - | - | - | -- | -- | -- | - |
| Campinense | 0 | 0 | 0 | 0 | 0  | 0  | 0  | 0 |
| Total      | 0 | 0 | 0 | 0 | 0  | 0  | 0  | 0 |

#### Paranaenses
| Adversário           | J | V | E | D | GP | GC | SG | % |
| -------------------- | - | - | - | - | -- | -- | -- | - |
| Athletico Paranaense | 0 | 0 | 0 | 0 | 0  | 0  | 0  | 0 |
| Coritiba             | 0 | 0 | 0 | 0 | 0  | 0  | 0  | 0 |
| Total                | 0 | 0 | 0 | 0 | 0  | 0  | 0  | 0 |

#### Paulistas
| Adversário          | J | V | E | D | GP | GC | SG | % |
| ------------------- | - | - | - | - | -- | -- | -- | - |
| Corinthians         | 0 | 0 | 0 | 0 | 0  | 0  | 0  | 0 |
| Palmeiras           | 0 | 0 | 0 | 0 | 0  | 0  | 0  | 0 |
| Red Bull Bragantino | 0 | 0 | 0 | 0 | 0  | 0  | 0  | 0 |
| Santos              | 0 | 0 | 0 | 0 | 0  | 0  | 0  | 0 |
| São Paulo           | 0 | 0 | 0 | 0 | 0  | 0  | 0  | 0 |
| Total               | 0 | 0 | 0 | 0 | 0  | 0  | 0  | 0 |

#### Pernambucanos
| Adversário | J | V | E | D | GP | GC | SG | % |
| ---------- | - | - | - | - | -- | -- | -- | - |
| Sport      | 0 | 0 | 0 | 0 | 0  | 0  | 0  | 0 |
| Total      | 0 | 0 | 0 | 0 | 0  | 0  | 0  | 0 |

#### Potiguares
| Adversário | J | V | E | D | GP | GC | SG | %   |
| ---------- | - | - | - | - | -- | -- | -- | --- |
| Globo      | 1 | 1 | 0 | 0 | 5  | 0  | +5 | 100 |
| Total      | 1 | 1 | 0 | 0 | 5  | 0  | +5 | 100 |

#### Roraimenses
| Adversário   | J | V | E | D | GP | GC | SG | % |
| ------------ | - | - | - | - | -- | -- | -- | - |
| São Raimundo | 0 | 0 | 0 | 0 | 0  | 0  | 0  | 0 |
| Total        | 0 | 0 | 0 | 0 | 0  | 0  | 0  | 0 |

#### Sergipanos
| Adversário | J | V | E | D | GP | GC | SG | %   |
| ---------- | - | - | - | - | -- | -- | -- | --- |
| Sergipe    | 1 | 1 | 0 | 0 | 1  | 0  | +1 | 100 |
| Total      | 1 | 1 | 0 | 0 | 1  | 0  | +1 | 100 |

## Estádios

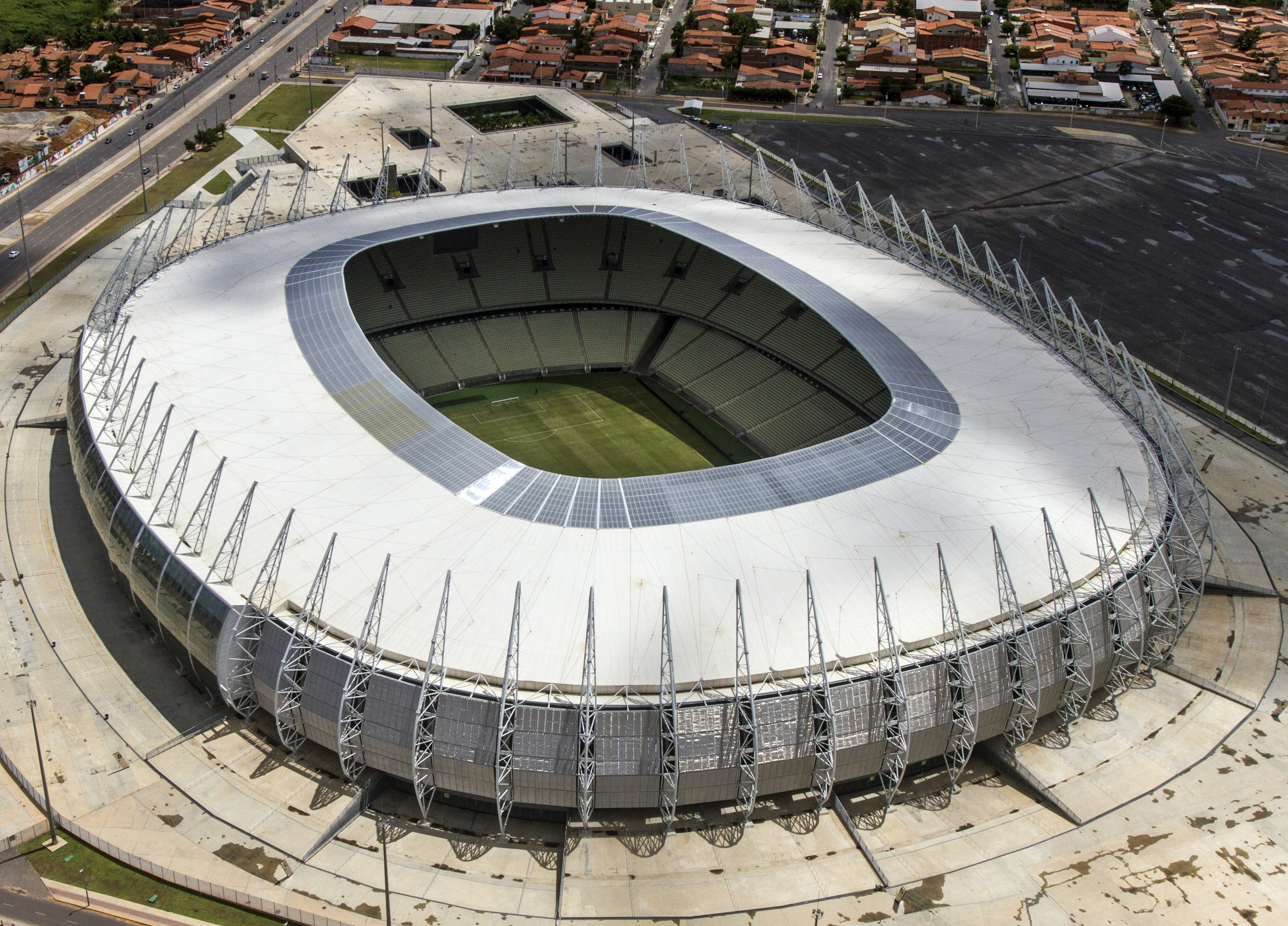
Arena Castelão

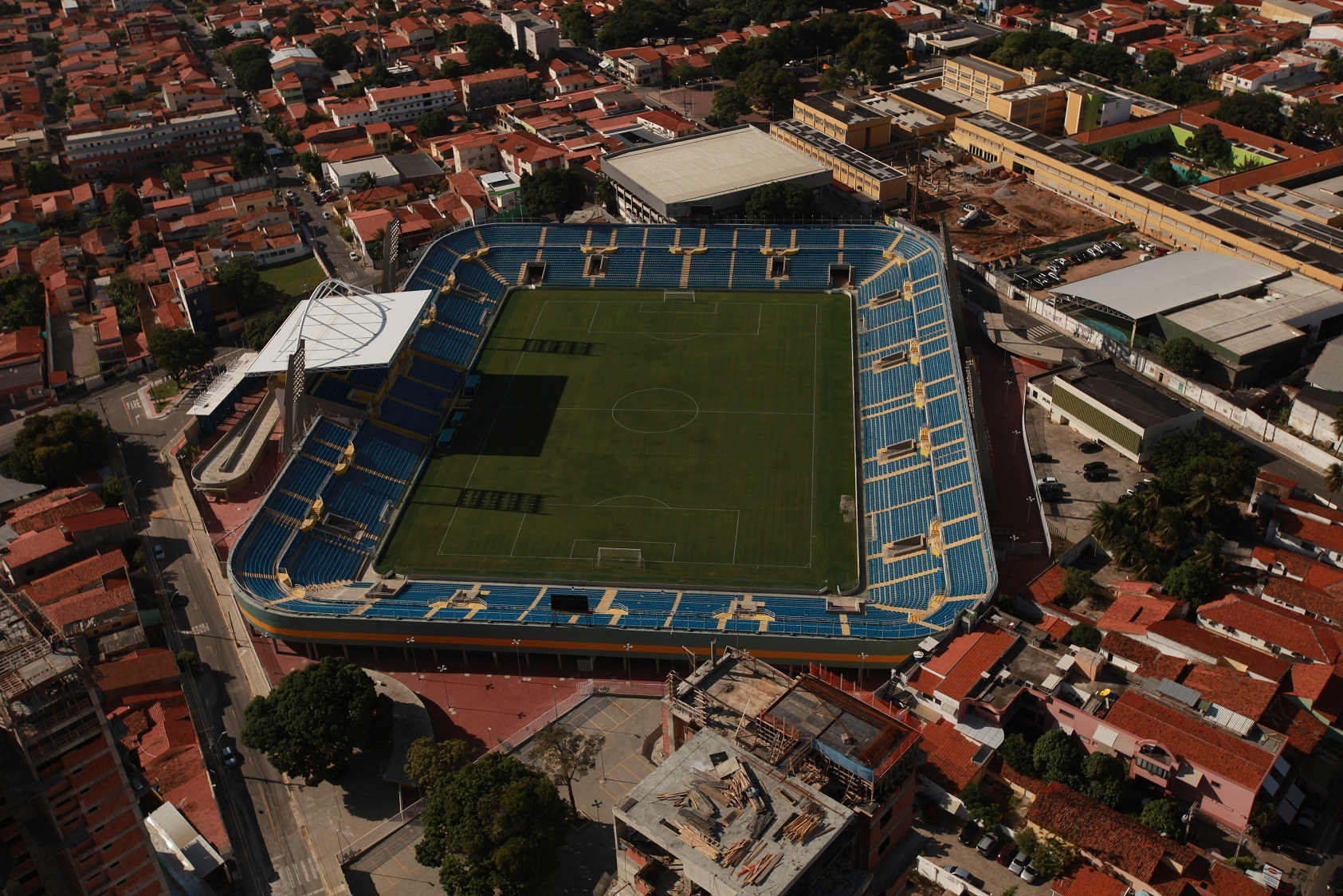
Presidente Vargas (PV)

Esses são os estádios de futebol onde houve partidas disputadas pelo Ceará na temporada:
| Estádio           | Local          | J | V | E | D | GP | GC | SG | %   |   | Público | Part. | Média |
| ----------------- | -------------- | - | - | - | - | -- | -- | -- | --- | - | ------- | ----- | ----- |
| Arena Castelão    | Fortaleza      | 0 | 0 | 0 | 0 | 0  | 0  | 0  | 0   |   |         |       |       |
| Presidente Vargas | Fortaleza      | 0 | 0 | 0 | 0 | 0  | 0  | 0  | 0   |   |         |       |       |
| Batistão          | Aracaju        | 1 | 1 | 0 | 0 | 1  | 0  | +1 | 100 |   |         |       |       |
| Antônio Carneiro  | Alagoinhas     | 0 | 0 | 0 | 0 | 0  | 0  | 0  | 0   |   |         |       |       |
| O Amigão          | Campina Grande | 0 | 0 | 0 | 0 | 0  | 0  | 0  | 0   |   |         |       |       |
| TOTAL             | TOTAL          | 1 | 1 | 0 | 0 | 1  | 0  | +1 | 100 | 0 | 0       | 0     |       |